# الحوي (مأرب)

تعديل مصدري - تعديل

الحوي هي إحدى قرى عزلة ال قزعة بمديرية مأرب التابعة لمحافظة مأرب، بلغ تعداد سكانها 1007 نسمة حسب تعداد اليمن لعام 2004.